# جائزة إيطاليا الكبرى 1981
جائزة إيطاليا الكبرى 1981 هو سباق فورمولا 1 أقيم بتاريخ 13 سبتمبر 1981 في حلبة مونزا. كان الثالث عشر من أصل 15 في بطولة العالم لسباقات الفورمولا واحد موسم 1981. حلّ الفرنسي ألن بروست أولا بينما جاء الأسترالي آلان جونز في المركز الثاني وحصل على المركز الثالث الأرجنتيني كارلوس ريوتيمان.